# Gacy (film)
Gacy è un film direct-to-video del 2003 diretto da Clive Saunders. È basato sulla vera storia del serial killer statunitense John Wayne Gacy, ed è uscito in Italia il 13 aprile 2008.

## Trama
John Wayne Gacy è un cittadino modello. Si traveste persino da clown per l'ospedale pediatrico della città, ma nasconde un segreto atroce. Le tracce di una serie di uomini scomparsi, portano alla casa di Gacy nella periferia di Chicago. Tutta la nazione guarda con il fiato sospeso quando, uno alla volta, vengono rinvenuti i resti dei corpi di trenta uomini sotterrati nell'intercapedine sotto la sua casa.

## Produzione

### Riprese
Le riprese del film si sono svolte in California, principalmente nella zona metropolitana di Los Angeles.